# Старочелны-Сюрбеево
Старочелны́-Сюрбе́ево (чув. Кӗҫӗн Ҫӗрпӳел) — деревня в Комсомольском районе Чувашской Республики. Входит в состав Новочелны-Сюрбеевского сельского поселения.

## География
Находится в юго-восточной части Чувашии, на расстоянии приблизительно 10 км на юг по прямой от районного центра села Комсомольское.

## История
Основано в конце XVI века. В 1723 году здесь было учтено 26 дворов. В 1795 году было учтено 20 дворов и 100 жителей, в 1859 — 26 дворов и 172 жителя, в 1900 — 54 двора и 310 жителей, в 1926 — 72 двора и 385 жителей, в 1939—501 житель, в 1979—525. В 2002 году было 134 двора, в 2010—128 домохозяйств. В 1931 году был организован колхоз «Красный Октябрь», в 2010 году действовало ООО «Сюрбеево». Действовала Рождественская церковь (1911-40).

## Население
Постоянное население составляло 446 человек (чуваши 99 %) в 2002 году, 453 в 2010.